# Olga Tokarczuk
Olga Tokarczuk (polonès: Olga Nawoja Tokarczuk) (pronunciació en : /ˈɔlɡa tɔˈkart͡ʂuk/) (Sulechów, 29 de gener de 1962) és una escriptora, activista i intel·lectual polonesa, una de les autores més reeixides i respectades de la seva generació. Va guanyar el Premi Nobel de literatura del 2018 (atorgat el 2019).
Ha escrit Podróz ludzi ksiegi (‘El viatge d'un llibre’, 1993), Prawiek i inne czasy (‘Un lloc anomenat Antany’, 1996, publicat en català a edicions Proa, 2001), Dom dzienny, dom nocny (‘Casa de dia, casa de nit’, 1997) i el recull de contes Szafa (‘L'armari’, 1998). Psicòloga de formació, entre les seves influències destaquen Carl Gustav Jung, Anton Txékhov o Edgar Allan Poe.
Ha guanyat també el Premi Nike de literatura polonesa en dues ocasions (2008 i 2015) i el Brückepreis el 2015 en reconeixement de la seva promoció de la pau, la democràcia i la comprensió intercultural. El 2018 es va convertir en la primera polonesa en guanyar el Premi Man Booker Internacional per la seva novel·la Bieguni ('Vols').

A Cos descriu així la Viquipèdia: 
"Em sembla que és el projecte més honest de la humanitat sobre el coneixement. Ens recorda directament que tot el saber del món surt del seu cap, com Atena del cap del déu. La gent aporta a la Viquipèdia tot el que ella mateixa sap. Si el projecte surt bé, aquesta enciclopèdia que encara s'està creant serà el miracle més gran del món... Que cadascú escrigui almenys una frase sobre el que coneix millor."

## Formació
Abans de dedicar-se a la literatura, l'any 1980 va començar a estudiar psicologia a la Universitat de Varsòvia, alhora que feia de voluntària amb adolescents amb problemes de conducta. L'any 1985, ja graduada, va viure a Breslau (Wrocław) i després a Wałbrzych, on va començar a treballar de terapeuta. Es considera deixeble de Carl Jung i cita la seva psicologia com a inspiració literària. Des del 1998, viu en un poblet prop de Nowa Ruda, des d'on dirigeix la seva pròpia editorial, Ruta. És membre del partit polonès Partia Zieloni, "Els Verds", i la seva ideologia és d'esquerres.

## Carrera literària
El 1989 es publica el seu primer llibre, un recull de poesies anomenat Miasta w lustrach ("Ciutats emmirallades"). El seu debut en la novel·la és Podróż ludzi księgi ("El viatge del llibre-poble"), una paràbola sobre la recerca del "secret del llibre" per part de dos amants (metàfora del sentit de la vida) ambientat en la França del segle xvii. Es va publicar l'any 1993 i va obtenir popularitat immediata per part del públic i de la crítica. Amb aquest llibre va guanyar el premi del concurs literari de l'Associació dels Editors Polonesos com a millor opera prima de narrativa.
La seva segona novel·la, E. E. (1996) pren el títol de les inicials de la seva protagonista, una dona jove anomenada Erna Eltzner, d'una família burgesa alemano-polonesa a Breslau (la ciutat alemanya que esdevingué la polonesa Wrocław després de la Segona Guerra Mundial) durant els anys vint, que desenvolupa capacitats psíquiques.
La tercera, Prawiek i inne czasy, es va publicar el 1996 i fou un gran èxit. S'ambienta al poble imaginari de Prawiek, al cor de Polònia, habitat per habitants excèntrics i arquetípics. Hi ha quatre arcàngels que supervisen el poble i expliquen la vida dels residents durant vuitanta anys a partir del 1914. Sense lligams amb la política polonesa del moment, es va traduir a molts idiomes, com ara al català (Un lloc anomenat Antany, traducció d'Anna Rubió i Jerzy Sławomirski. Proa, 2001) i va marcar la reputació internacional de l'autora.
Després es va anar allunyant del gènere novel·la per anar cap a textos i assajos breus de prosa. El següent llibre, Szafa ("L'armari", 1997) és un recull de tres relats curts. Dom dzienny, dom nocny (1998) és un mosaic de textos i esbossos escrits sobre el lloc on vivia l'autora en aquell moment, un poble prop de la frontera amb Txèquia. Tot i que és el més difícil, almenys per qui no domina la història de l'Europa central, fou el seu primer llibre publicat en anglès, en la traducció d'Antonia Lloyd-Jones per a la Northwestern University Press el 2003.
Casa de dia, casa de nit fou seguit d'un recull de contes: Gra na wielu bębenkach (Tocant sobre molts tambors, 2001), i de l'assaig Lalka i perła ("La nina i la perla", 2000), sobre el tema d'un clàssic de Bolesław Prus La nina. També té un volum de tres contes de Nadal moderns escrit amb Jerzy Pilch i Andrzej Stasiuk (Opowieści wigilijne, 2000).
Ostatnie historie del 2004 és una exploració sobre la mort de les perspectives de tres generacions. Tokarczuk Bieguni torna a la barreja de ficció i assaig, amb el tema principal sobre la vida dels nòmades d'avui. El 2009 publica "Guia el teu carro sobre els ossos dels morts". És una novel·la negra en què Janina Duszejko, una àvia excèntrica que practica l'astrologia, explica una sèrie de morts en una zona rural prop de Kłodzko, a Polònia, amb la venjança dels animals salvatges contra els caçadors. Es qüestiona la responsabilitat dels éssers humans envers la Natura.
L'any 2014, Tokarczuk publica una novel·la èpica, Księgi jakubowe ("EIs llibres de Jacob"). El context històric és la Polònia del segle xviii i conté un episodi important de la història hebraica. Es va definir com un llibre "anti-Sienkiewicz". Aplaudit per crítics i lectors, va tenir una mala acollida en alguns cercles nacionalistes polonesos i Olga Tokarczuk esdevingué objectiu d'una campanya d'odi per Internet.

## Traduccions al català
- Un lloc anomenat Antany [Prawiek i inne czasy, 1997], Barcelona: Proa, 2001. Trad. Anna Rubió / Jerzy Sławomirski. ISBN 9788482569642
- L'ànima perduda, Barcelona: Thule, 2019 (text) Joanna Concejo (il·lustracions) Trad. Xavier Farré Vidal. 978-84-16817-61-0
- Cos, Rata Individual ed., 2019. Trad. Xavier Farré. ISBN 9788416738496[2]